# Assumpta Barbens i Sendra
Assumpta Barbens i Sendra   (), és una sindicalista catalana, elegida secretària general del sindicat IAC-CATAC en dues ocasions. Ha estat també portaveu i secretària de la comissió de dones i feminisme de l'IAC.